# Intel
Intel Corporation – jeden z największych na świecie producentów układów scalonych oraz twórca mikroprocesorów z rodziny x86, które znajdują się w większości komputerów osobistych.

## Historia
Przedsiębiorstwo Intel założyli 18 lipca 1968 Gordon E. Moore oraz Robert Noyce, a nazwa pochodzi od wyrażenia integrated electronics. Wkrótce dołączył do nich Andrew Grove, późniejszy wieloletni prezes przedsiębiorstwa. Siedziba główna znajduje się w Santa Clara w amerykańskim stanie Kalifornia. Oprócz mikroprocesorów wytwarza między innymi płyty główne, chipsety do płyt głównych, zintegrowane oraz dedykowane układy graficzne, pamięci flash, mikrokontrolery, procesory do systemów wbudowanych, sprzęt sieciowy (np. karty sieciowe, chipsety wi-fi i WiMAX), systemy zarządzania pamięcią masową (SAN, NAS, DAS). O sile przedsiębiorstwa stanowią zdolność projektowania zaawansowanych procesorów, których kolejne generacje zwiększają swoją moc obliczeniową zgodnie z prawem Moore’a oraz bardzo wysoki poziom zdolności produkcyjnych. Początkowo znana wśród inżynierów i technologów dzięki przeprowadzonej w latach 90. XX wieku udanej kampanii marketingowej „Intel Inside”, firma przedsiębiorstwa oraz marka procesorów Pentium stały się powszechnie znane.
We wczesnym okresie działalności Intel produkował przede wszystkim pamięci RAM. Pierwszym procesorem był zaprezentowany w 1971 i4004. 10 lat później procesor Intel 8088 został wykorzystany przez przedsiębiorstwo IBM do budowy komputera IBM PC. W 1985 Intel zaprzestał produkcji pamięci RAM ze względu na bardzo silną konkurencję i związany z tym stale zmniejszający się udział w tym rynku. W tym czasie procesory z rodziny x86 były już najważniejszym produktem przedsiębiorstwa. W latach 90. Intel mocno inwestował w projektowanie nowych mikroprocesorów i promował rozwój rynku komputerów osobistych. Dzięki temu stał się dominującym dostawcą mikroprocesorów dla tych komputerów. Dziś jest jednym z największych na świecie przedsiębiorstw działających na rynku informatycznym. Pod koniec 2006 roku zatrudniał 94 tys. pracowników, a jego roczny przychód za ten rok wyniósł 31,5 miliarda dolarów. W 2005, wraz ze zmianą strategii marketingowej, Intel zmienił logo na nowe. Poprzednie logo było zaprojektowane w 1968 przez samych założycieli Intela.

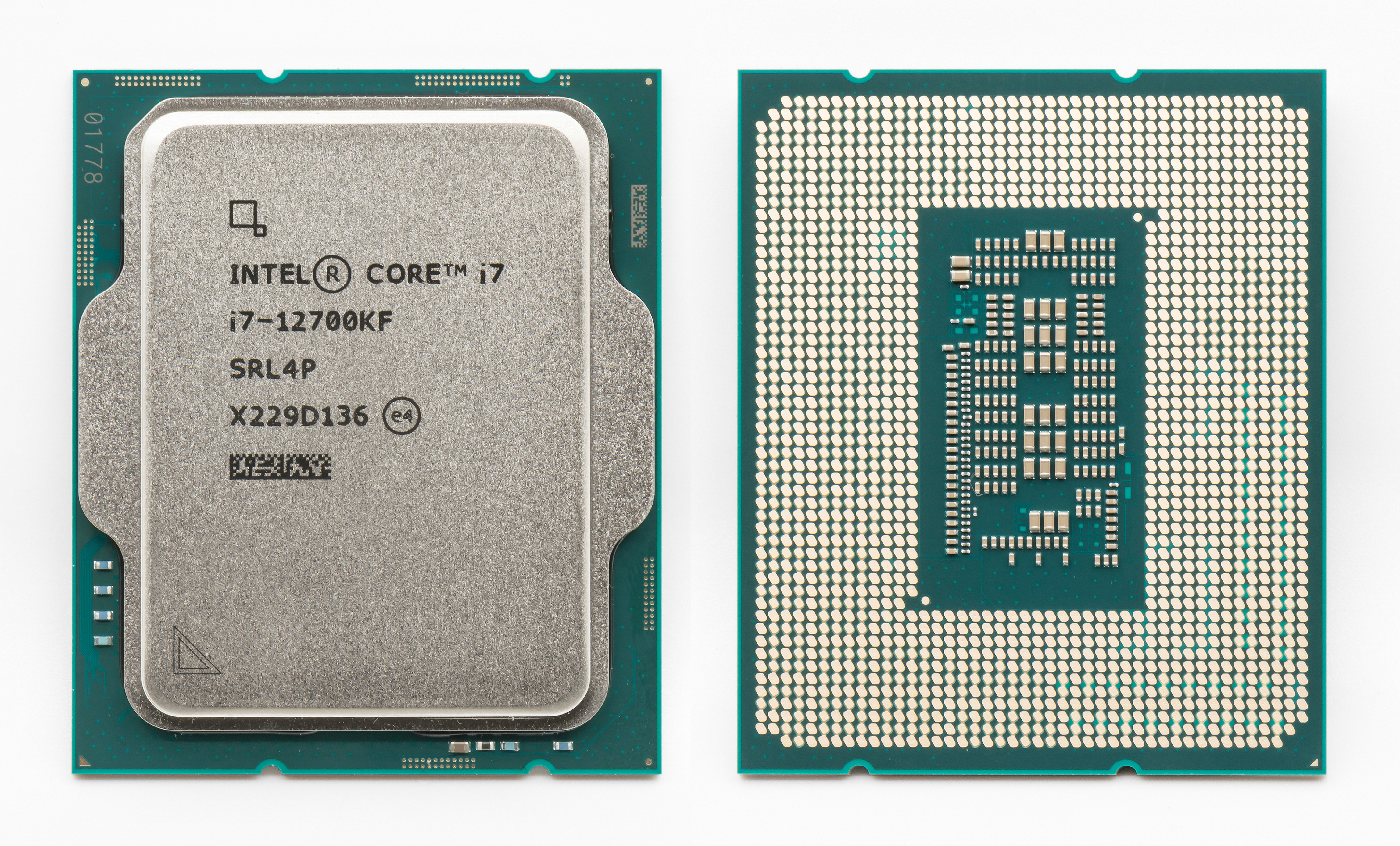
Procesor Intel Core i7 12700KF

Obecnie rodziny jej procesorów to: Pentium – wersje M (do laptopów), wersje podstawowe 2, 3, 4, wersja D – dwurdzeniowa, Celeron – wersje M (do laptopów) i D, Xeon i Itanium – procesory do serwerów, Core oraz Core 2 – procesory jedno-, dwu- i czterordzeniowe. Najnowsze procesory Intel: Core i9 cztero-, sześcio-, dwunasto-, i osiemnastordzeniowe; Core i7 ośmio-, sześcio- i czterordzeniowe oraz sześcio-, cztero- i dwurdzeniowe Core i5 i dwu- i czterordzeniowe Core i3, a także wersje Mobile, przeznaczone do laptopów. Konkurencją są produkty przedsiębiorstw AMD, nVidia, IBM i Samsung.
Według badania waszyngtońskiej organizacji Good Jobs First koncern Intel otrzymał ok. 3,9 mld dolarów dotacji z programów federalnych i stanowych w okresie 2010–2013 – jest to trzeci wynik wśród najbardziej dotowanych przedsiębiorstw w Stanach Zjednoczonych.
W 2022 roku Intel rozpoczął produkcję dedykowanych kart graficznych - Intel ARC.
W czerwcu 2023 Intel ogłosił plany produkcji fabryki testowania i integracji półprzewodników w Miękinie, jako zakład typu backend dla fabryki frontend w Magdeburgu. We wrześniu 2024 inwestycja została wstrzymana na 2 lata przez problemy finansowe spółki.

## Struktura
Centrala przedsiębiorstwa znajduje się w Santa Clara w Kalifornii. Zakłady produkcyjne znajdują się w USA (Arizona, Oregon, Nowy Meksyk), Irlandii i Izraelu. Montownie i ośrodki testowe znajdują się w USA, Chinach, Kostaryce, Malezji i Wietnamie. Ponadto w ramach przedsiębiorstwa funkcjonują centra rozwoju w USA, Meksyku, Irlandii i Polsce.